# São José do Goiabal
São José do Goiabal är en kommun i Brasilien.   Den ligger i delstaten Minas Gerais, i den sydöstra delen av landet, 700 km sydost om huvudstaden Brasília. Antalet invånare är 5 636.
Omgivningarna runt São José do Goiabal är huvudsakligen savann. Runt São José do Goiabal är det ganska glesbefolkat, med 29 invånare per kvadratkilometer.